# Ihor Dworecki
Ihor Wołodymyrowycz Dworecki (ukr. Ігор Володимирович Дворецький, ur. 22 lutego 1963 w Jelizowie, w obwodzie kamczackim) – ukraiński biznesmen pochodzenia żydowskiego, działacz sportowy, właściciel klubu piłkarskiego Metałurh Zaporoże.

## Życiorys
W 1985 ukończył Dnieprodzierżyński Industrialny Instytut. Od 1991 zajmuje kierownicze stanowiska w bankach komercyjnych w Kołomyi i Zaporożu. W 1999 został wprowadzony do Rady Nadzorczej OAT "Zaporiżstal", a w kwietniu 2000 został wybrany Członkiem Rady Nadzorczej, w której pracuje do dziś. Również wybrany Członkiem Rady Nadzorczej w Banku Komercyjnym "Industrialbank". Pracuje w Radzie Żydowskiej Konfederacji Ukrainy.
Jako działacz sportowy zaangażował się w pracę w klubie Metałurh Zaporoże, faktycznie jest jego właścicielem.
W 2008 nagrodzony Orderem "Za zasługi" III stopnia.
Żonaty, wychowuje córkę.